# 深惠路
深惠路又称深惠公路，是一条是连接深圳与惠州的干线公路，全线为205国道一部分。始建于1935年，后历经扩建，经过城市发展。目前绝大部分路段实现市政化管理并按行政区划不同分为不少路段。

## 历史沿革
现存的深惠公路最早是由惠州的惠淡公路（第一代）陈江——新圩段，深圳的龙岗墟——深圳公路，以及连接龙岗——新圩的龙新公路组成。
1926年(民国15年)，惠淡公路（第一代，又称淡甲公路）正式动工，由甲子埗经陈江、镇隆、佛祖坳、新圩至淡水。由东路公路处派督修员李超秀组织修筑公路委员会，并由黄孟实、温仲钧、邓恩铭、方德光、黄书云等组成董事会，派股集资筹款，每股1元，共94500股，股金总额94500元。1930年(民国19年)6月1日建成通车。最初租给建恒公司行车。（新圩以南现为新秋路、人民路）
1935年（民国24年）通车的龙岗到深圳墟的公路，由宝安县葵涌镇人彭东海集资开设的淡水平湖联星行车公司修筑，并经营公路客货运输，不久分为三个路段
- 沙湾圩—深圳墟为沙深公路（今日的沙湾路，与今日位于盐田区的沙深路完全不同）
- 横岗—沙湾圩为横沙公路
- 龙岗—横岗为龙横公路（部分记载则以龙岗的分水凹为端点，称分横公路）

1934年另建成了龙岗至惠阳县（今惠州市）新圩镇的公路（龙新公路）
当时以上公路大多为路宽仅3米左右的砂石路，跨河多采用木桥与圆管涵洞，条件简陋，遇到雨天即无法行车。
1938年10月 侵华日军占领龙岗等地，淡水平湖联星行车公司不得不停业，上述四条道路也因战事中断，直到1945年抗战胜利后龙岗至深圳墟段才大致修复。
第二次国共内战期间道路再度被损毁，直至1950年1月抢修通车。
1956年，龙岗至惠州新圩段简易公路得以重新修通。在70年代本段开始铺筑柏油路并部分改线，深惠公路改经该路而不再直入淡水镇中心。
1982年改建为沥青道路并编入省道，称广东省省道1915干线，此时路面宽也仅为7米，为双向两车道，当时起点为坪地坑塘坳经沙湾检查站入深圳经济特区，有26公里。
1988年开始按一级路（国道）标准改造，1989年底完成13公里，1990年冬全段竣工并铺上水泥混凝土路面。
1993年10月至1994年10月按六车道一级公路标准进行扩建，并始建布吉高架桥、大芬立交桥，约在这之后深惠公路在丹竹头—大芬之间不再绕经沙湾墟而是经由现今的路段。
1994年8月至1996年1月修建龙岗立交桥。
1996年全线划入205国道。

## 现今路段
| 起点                     | 终点                             | 路名     | 车道        |
| ------------------------ | -------------------------------- | -------- | ----------- |
| 深圳市罗湖区草埔站附近   | 深圳市龙岗区坪地六联深惠界       | 龙岗大道 | 双向6-8车道 |
| 惠州市惠阳新圩塘吓深惠界 | 惠州市惠阳镇隆佛祖坳             | 新圩大道 | 双向4车道   |
| 惠州市惠阳镇隆佛祖坳     | 惠州市惠阳镇隆中京路口           | 镇隆大道 | 双向4车道   |
| 惠州市惠阳镇隆中京路口   | 惠州市惠城区陈江街道仲恺曙光路口 | 曙光路   | 双向4-6车道 |

## 图集

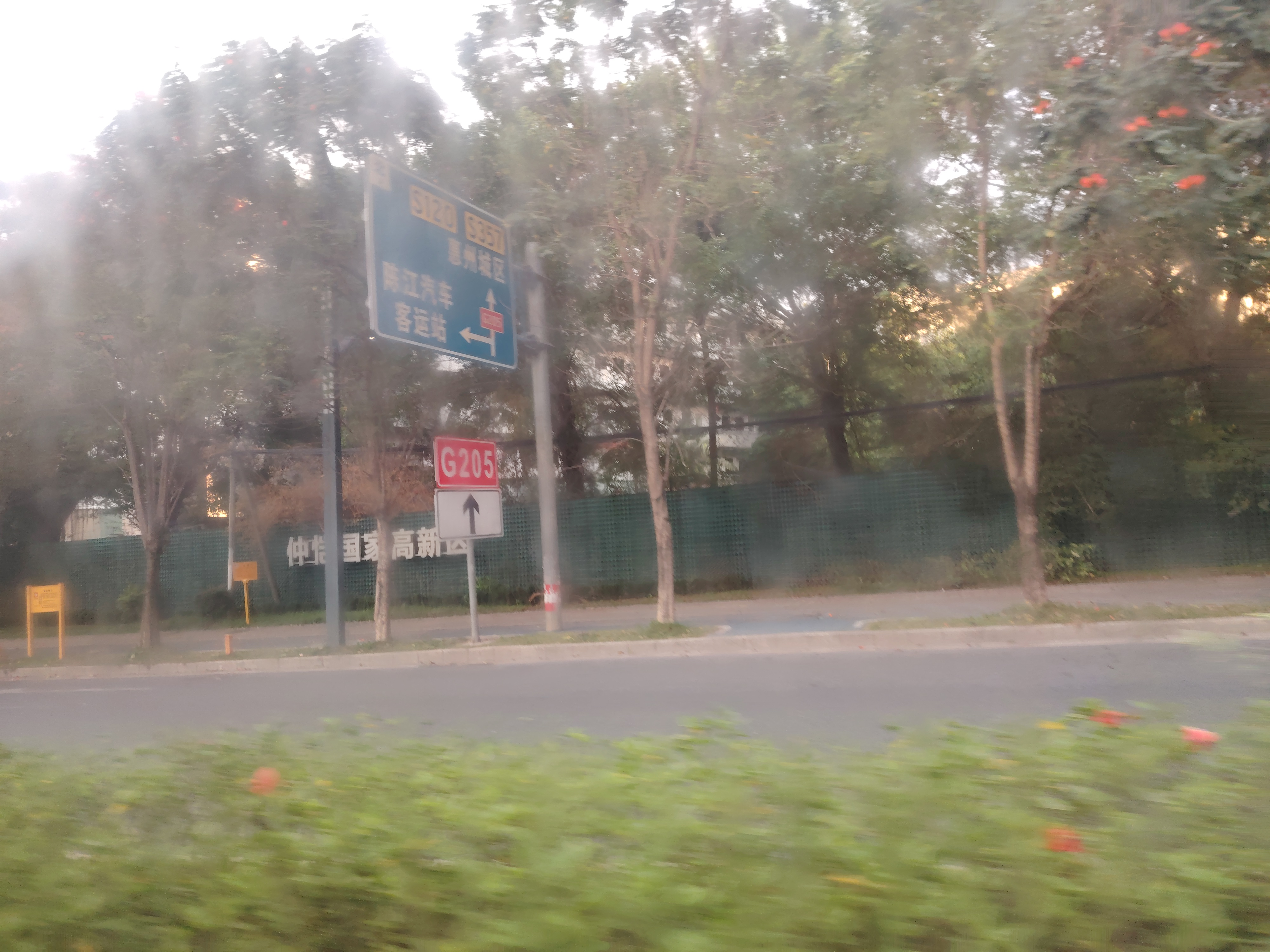
仲恺陈江段——曙光路
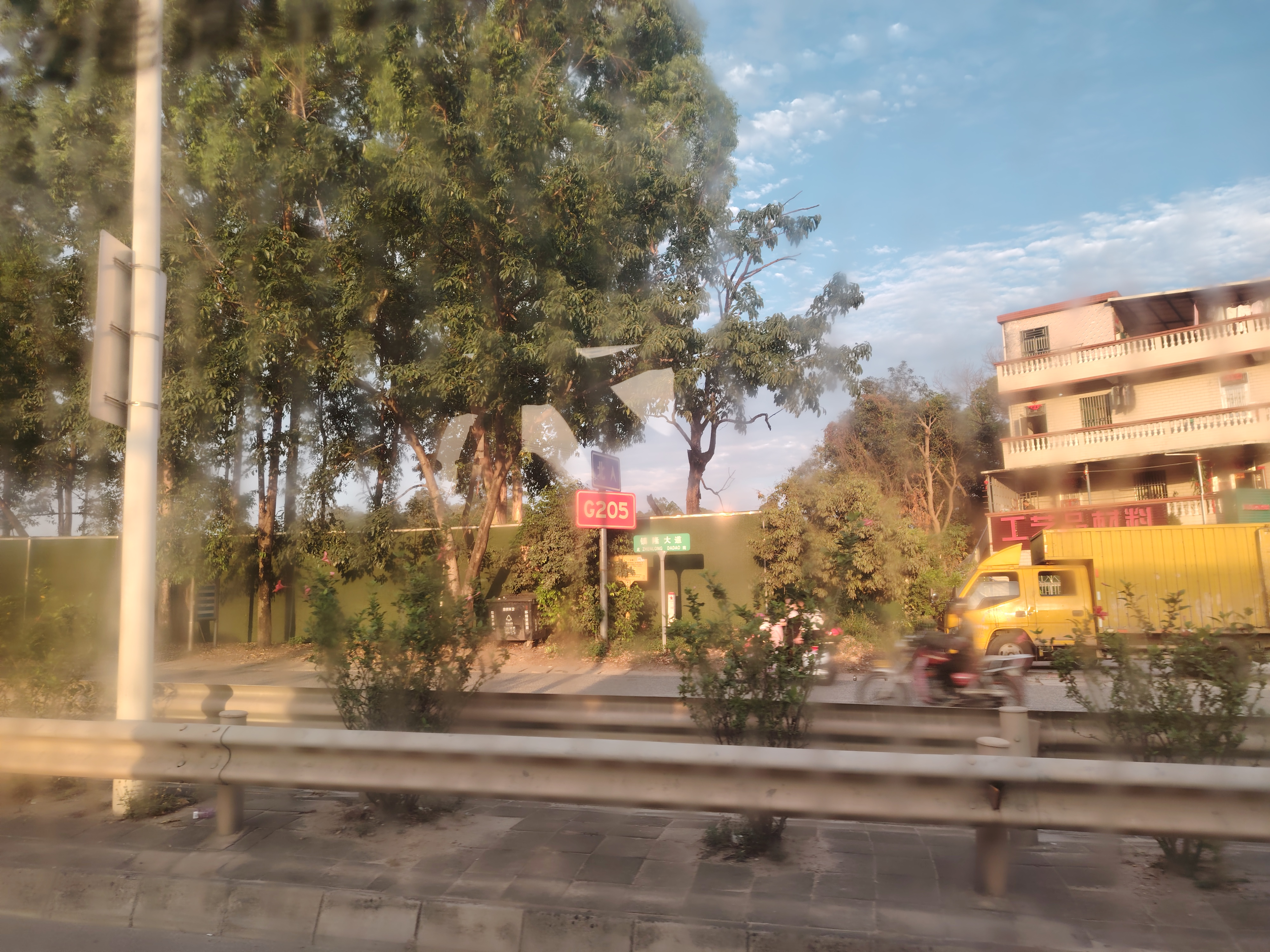
镇龙大道
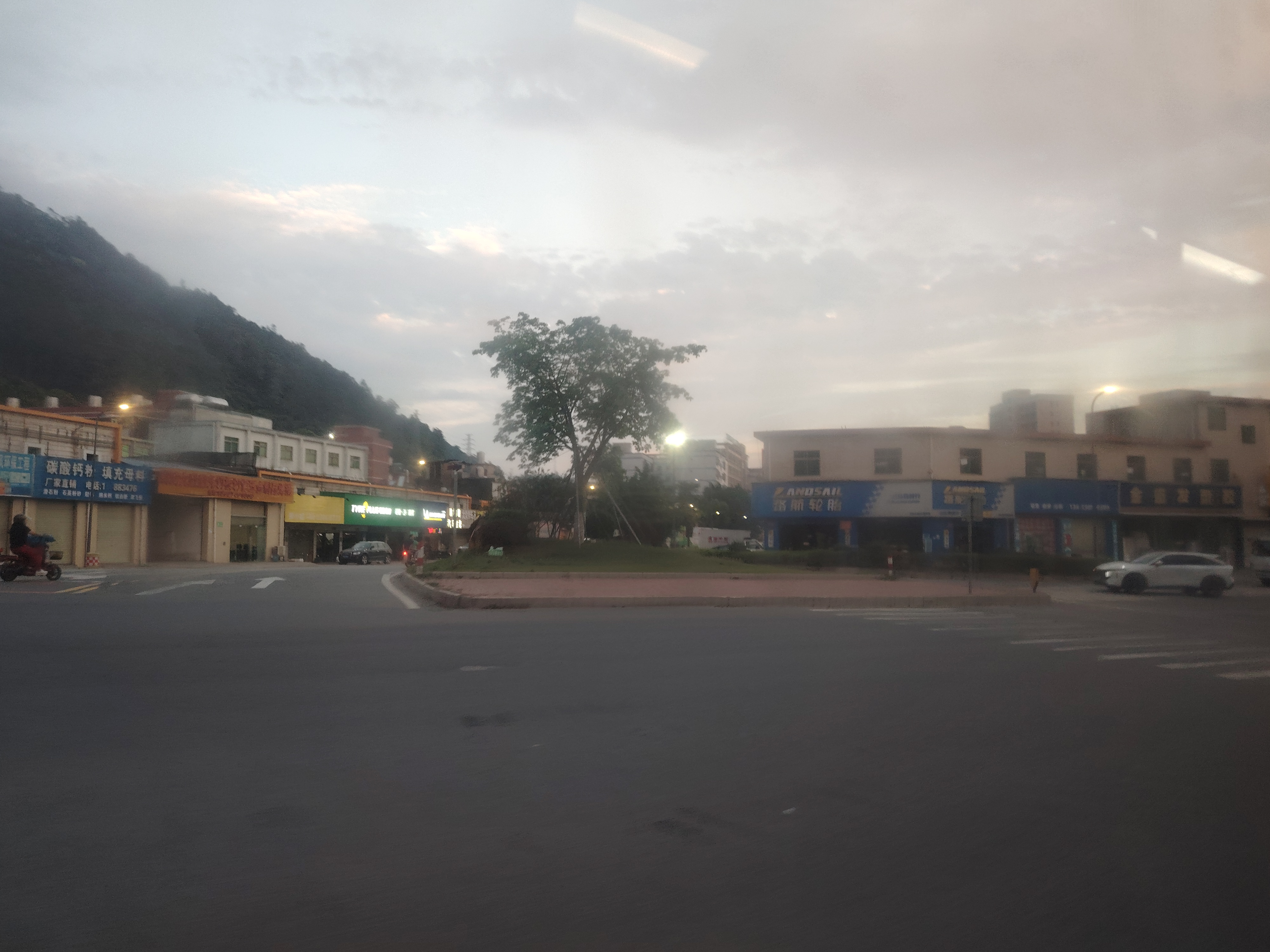
新圩新秋路口，分叉的新秋路通往惠阳淡水中心
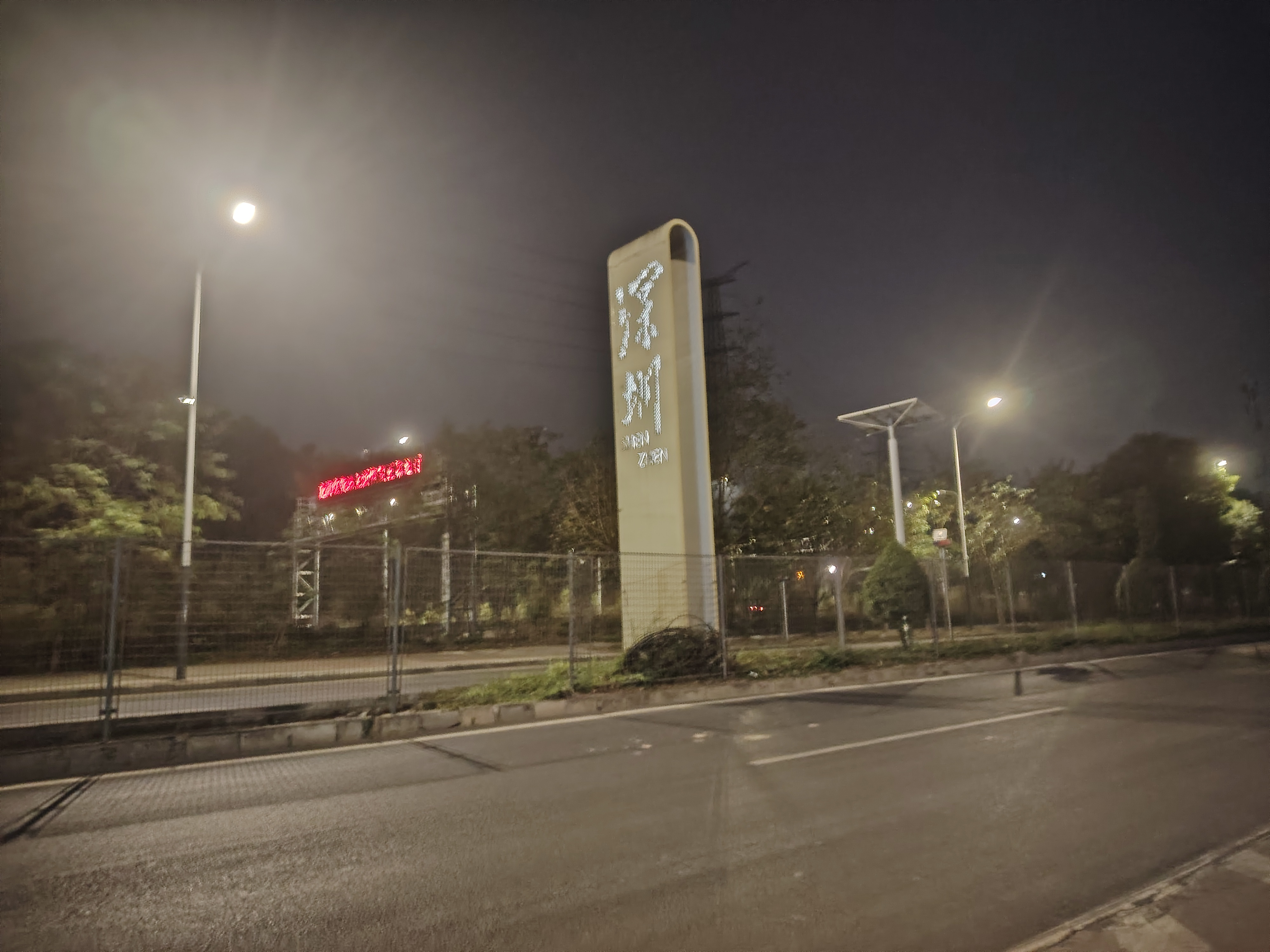
G205坪地深惠界南下方向深圳标志碑

1. ↑  . 广州: 广东人民出版社. 1997年5月: 289–290. ISBN 7-218-02381-9.
2. ↑  . news.ifeng.com.   [2019-02-03]. （原始内容存档于2019-06-05）.
3. ↑  . www.gd-info.gov.cn.   [2019-02-03].[永久]
4. ↑  惠州市地方志编纂委员会. . hz.gd-info.gov.cn.   [2019-02-03].[永久]